# Charles Vane (3. markiz Londonderry)
Charles William Vane (ur. 18 maja 1778 w Dublinie, zm. 6 marca 1854 w Park Lane w Londynie) – brytyjski arystokrata, polityk i żołnierz, młodszy syn Roberta Stewarta, 1. markiza Londonderry i lady Frances Pratt, córki 1. hrabiego Camden, przyrodni brat lorda Castlereagh. Urodził się jako Charles William Stewart.

## Życiorys
Wykształcenie odebrał w Eton College. Później zaciągnął się do British Army w stopniu porucznika. W 1794 r. brał udział w walkach we Flandrii. Następnie został mianowany podpułkownikiem 5 pułku Royal Irish Dragoons i wraz z pułkiem brał udział w tłumieniu powstania w Irlandii w 1798 r. Dwa lata później został wybrany do irlandzkiego parlamentu z okręgu County Kilkenny, ale zamienił się na miejsce reprezentanta County Londonderry. Po akcie unii z 1801 r., Stewart zasiadał w brytyjskim parlamencie, dalej reprezentując okręgu Londonderry. Był członkiem partii torysów.
W 1803 r. został adiutantem króla Jerzego III, a w 1807 r. podsekretarzem stanu w ministerstwie wojny i kolonii. Dwa lata później został adiutantem generała Johna Moore'a i wziął udział walkach z Francuzami na Półwyspie Iberyjskim, odznaczając się zwłaszcza w bitwie pod Talaverą, za co otrzymał podziękowania od Parlamentu. 20 listopada 1813 r. został pułkownikiem 25 pułku lekkich dragonów i został odznaczony Krzyżem Kawalerskim Orderu Łaźni. W tym samym roku został wysłany do Prus. Brał udział w bitwie pod Kulm, gdzie został ranny.
Stewart otrzymał wiele państwowych odznaczeń różnych krajów. W 1814 r. został mianowany baronem Stewart i zamienił miejsce w Izbie Gmin na miejsce w Izbie Lordów. Otrzymał też honorowe tytuły naukowe uniwersytetów Oksfordzkiego i Cambridge. Został też członkiem Tajnej Rady i Lordem Bedchamberem króla Jerzego. Mianowany ambasadorem w Wiedniu, brał, razem ze swoim przyrodnim bratem, Castlereaghem, udział w obradach kongresu wiedeńskiego. Funkcję ambasadora lord Stewart sprawował przez 9 lat.
W 1816 r. został odznaczony Krzyżem Wielkim Orderu Gwelfów, zaś 3 lutego 1820 r. mianowany pułkownikiem 10 regimentu lekkich dragonów (Prince of Wales's Own). W 1822 r., po samobójczej śmierci brata, został 3. markizem Londonderry. Rok później mianowano go hrabią Vane i wicehrabią Seaham. W 1842 r. został Lordem Namiestnikiem Durham, zaś rok później pułkownikiem 2 regimentu Life Guards. W 1853 r. został kawalerem Orderu Podwiązki. Zmarł w roku następnym. Na jego cześć w 1857 r. zbudowano wieżę Scrabo Tower w Newtownards w County Down.
8 sierpnia 1804 r. poślubił Catherine Bligh (1781 – 11 lutego 1812), córkę Johna Bligha, 3. hrabiego Darnley i Mary Stoyte, córki Johna Stoyte'a. Charles i Catherine mieli razem jednego syna:
- Frederick William Robert Stewart (7 lipca 1805 – 25 listopada 1872), 4. markiz Londonderry

3 kwietnia 1819 r. poślubił lady Frances Anne Emily Vane-Tempest (zm. 20 stycznia 1865), córkę Henry'ego Vane-Tempesta, 2. baroneta i Anne MacDonnell, córki 1. markiza Antrim. Dzięki temu małżeństwu Stewart odziedziczył rozległe włości małżonki w hrabstwie Durham. Zmienił też nazwisko na Charles William Vane. Tytuł hrabiego Vane miał być dziedziczony przez jego potomków z tego właśnie małżeństwa. Charles i Frances doczekali się razem dwóch synów i córki:
- George Henry Robert Charles William Vane-Tempest (26 kwietnia 1821 – 6 listopada 1884), 5. markiz Londonderry i 2. hrabia Vane
- Frances Anne Emily Vane (15 kwietnia 1822 – 16 kwietnia 1899), żona Johna Spencer-Churchilla, 7. księcia Marlborough, miała dzieci
- podpułkownik Adolphus Frederick Charles Vane-Tempest (2 lipca 1825 – 11 czerwca 1864), ożenił się z Susan Pelham-Clinton (córką 5. księcia Newcastle), miał dzieci